# Murray Rose
Murray Rose (Nairn, 6 januari 1939 - Sydney, 15 april 2012) was een Australisch zwemmer.

## Biografie
Rose is geboren in Nairn gelegen in Schotland op éénjarige leeftijd emigreerde hij met zijn ouders naar Australië.
Tijdens de Olympische Zomerspelen van Melbourne in eigen land won hij op zeventienjarige leeftijd de gouden medaille op de 400 meter en 1500 meter vrij en met zijn ploeggenoten ook goud op de 4x200 meter vrij.
Vier jaar later verdedigde hij als eerste man met succes de olympische titel op de 400 meter vrij. Op de 1500 meter moest hij genoegen nemen met het zilver achter zijn landgenoot John Konrads en met brons op de 4x200 meter vrije slag.
Op de British Empire and Commonwealth Games 1962 in Perth won hij viermaal goud op de 440 yards en 1650 yards vrije slag en de 4x110 yards en 4x220 yards vrije slag estafette.
Op 2 augustus 1964 zwom Rose een wereldrecord op de 1500 meter maar omdat hij weigerde om vanuit Californië te reizen naar de Australische selectiewedstrijden nam hij niet deel aan de Olympische Zomerspelen 1964.
In 1965 behoorde hij tot de een van de eerste twintig leden van de International Swimming Hall of Fame. 
Tijdens de openingsceremonie van de Olympische Zomerspelen 2000 was Rose een van de acht dragers van de olympische vlag.

## Onderscheidingen
- 1965: opname in de International Swimming Hall of Fame [1]

1908: Henry Taylor ·
1912: George Hodgson ·
1920: Norman Ross ·
1924: Johnny Weissmuller ·
1928: Alberto Zorrilla ·
1932: Buster Crabbe ·
1936: Jack Medica ·
1948: William Smith ·
1952: Jean Boiteux ·
1956: Murray Rose ·
1960: Murray Rose ·
1964: Don Schollander ·
1968: Mike Burton ·
1972: Brad Cooper ·
1976: Brian Goodell ·
1980: Vladimir Salnikov ·
1984: George DiCarlo ·
1988: Uwe Daßler ·
1992: Jevgeni Sadovy ·
1996: Danyon Loader ·
2000: Ian Thorpe ·
2004: Ian Thorpe ·
2008: Park Tae-hwan ·
2012: Sun Yang ·
2016: Mack Horton ·
2020: Ahmed Hafnaoui ·
2024: Lukas Märtens
1908: Henry Taylor ·
1912: George Hodgson ·
1920: Norman Ross ·
1924: Boy Charlton ·
1928: Arne Borg ·
1932: Kusuo Kitamura ·
1936: Noboru Terada ·
1948: James McLane ·
1952: Ford Konno ·
1956: Murray Rose ·
1960: John Konrads ·
1964: Bob Windle ·
1968: Mike Burton ·
1972: Mike Burton ·
1976: Brian Goodell ·
1980: Vladimir Salnikov ·
1984: Mike O'Brien ·
1988: Vladimir Salnikov ·
1992: Kieren Perkins ·
1996: Kieren Perkins ·
2000: Grant Hackett ·
2004: Grant Hackett ·
2008: Oussama Mellouli ·
2012: Sun Yang ·
2016: Gregorio Paltrinieri  ·
2020: Bobby Finke
1908: Derbyshire, Radmilovic, Foster, Taylor ·
1912: Healy, Champion, Boardman, Hardwick ·
1920: McGillivray, Kealoha, Ross, Kahanamoku ·
1924: O'Connor, Glancy, Breyer, Weissmuller ·
1928: Clapp, Laufer, Kojac, Weissmuller ·
1932: Miyazaki, Yusa, Yokoyama, Toyoda ·
1936: Yusa, Sugiura, Taguchi, Arai ·
1948: Ris, McLane, Wolf, Smith ·
1952: Moore, Woolsey, Konno, McLane ·
1956: O'Halloran, Devitt, Rose, Henricks ·
1960: Harrison, Blick, Troy, Farrell ·
1964: Clark, Saari, Ilman, Schollander ·
1968: Nelson, Rerych, Spitz, Schollander ·
1972: Kinsella, Tyler, Genter, Spitz ·
1976: Bruner, Furniss, Naber, Montgomery ·
1980: Kopljakov, Salnikov, Stoekolkin, Krylov ·
1984: Heath, Larson, Float, Hayes ·
1988: Dalbey, Cetlinski, Gjertsen, Biondi ·
1992: Lepikov, Pysjnenko, Tajanovitsj, Sadovy ·
1996: Davis, Hudepohl, Schumacher, Berube ·
2000: Thorpe, Klim, Pearson, Kirby ·
2004: Phelps, Lochte, Vanderkaay, Keller ·
2008: Phelps, Lochte, Berens, Vanderkaay ·
2012: Lochte, Dwyer, Berens, Phelps ·
2016: Dwyer, Haas, Lochte, Phelps ·
2020: Dean, Guy, Richards, Scott ·
2024: Guy, Dean, Richards, Scott
- International Standard Name Identifier: 0000 0001 2030 7390
- Library of Congress Control Number: no2011098049
- Trove: 545289
- Virtual International Authority File: 92911104